# Dan Humphrey
Daniel Randolph "Dan" Humphrey (nascido em 20 de outubro de 1990) é um personagem fictício da série de livros Gossip Girl. Também o personagem masculino central da adaptação para série de TV de mesmo nome, interpretado pelo ator Penn Badgley. Dan Humphrey é filho de Rufus e Alison Humphrey e tem uma irmã mais nova, Jenny. Sua mãe, Alison fugiu com um aristocrata europeu e permanece a maior parte do tempo ausente. Dan e sua família vivem no Brooklyn, em Nova Iorque. Por ser de uma família de classe média, tem uma vida muito diferente daquelas pessoas com as quais ele convive tem. Porém não se importa com essa diferença e muito pelo contrário odeia os "mauricinhos" que estudam junto com ele. Não possui muitos amigos na escola.
Ele é descrito como sendo atraente e sensível, gosta de escrever poesia, e um de seus poemas, intitulado de "vagabundas", foi destaque no The New York Times. Dan é muito próximo de sua irmã mais nova, que frequenta uma escola particular, chamada escola para meninas Constance Billard, localizado na Madison Avenue. Jenny despreza o modo de agir do irmão, mas teve que se acostumar com isto, pois durante algum tempo foi seu melhor amigo.
Logo depois Dan e Serena acabam namorando, sendo até com ela com quem ele teve sua primeira vez, no entanto o relacionamento termina semanas depois por causa de vários conflitos de interesses, e eles tendo o famoso relacionamento iô-iô, ele também tem muitas outras namoradas ao longo da série como Blair Waldorf, Vanessa Abrams, Olivia Burke (interpretada por Hillary Duff), Georgina Spars e afins. Mas no final da 6 temporada ele acaba se casando com Serena, o seu primeiro e grande amor.

## Na série de televisão
Dan Humphrey é filho do roqueiro Rufus Humphrey, e é o irmão mais velho de Jenny Humphrey. Sua melhor amiga é Vanessa Abrams, que é secretamente apaixonada por ele. Dan e sua família residem no Brooklyn, Nova Iorque. Ele gosta de escrever poesias e frequenta a Escola St. Jude para meninos. Ele estava apaixonado por Serena van der Woodsen desde uma festa quando eles tinham treze anos. Nas primeiras temporadas Dan não gostava muito de Blair Waldorf, a melhor amiga de infância de Serena, no entanto, os dois acabaram ficando amigos.
Na série de TV, a misteriosa Gossip Girl refere-se a Dan como "Lonely Boy" (Garoto Solitário) por ele sempre andar sozinho e não ter amigos. Filho do ex-roqueiro Rufus Humphrey, e irmão mais velho de Jenny Humphrey. É o melhor amigo de Vanessa Abrams, que na verdade é apaixonada por ele. Dan e sua família vivem em um loft no Brooklyn. Ele é bolsista na St. Jude's School for boys. Dan não tem amigos na escola por ser pobre, e é taxado de "outside", porém aparenta não se incomodar e até demonstra repulsa pelos colegas mauricinhos da escola, os quais Dan crítica duramente. Ele é apaixonado por Serena van der Woodsen desde que fora equivocadamente convidado para sua festa aos treze anos, e então apaixonou-se pela garota de cabelos dourados. Serena é uma garota rica que está sempre envolvida nos escândalos do Upper East Side, Dan tem uma chance de conhece-la melhor, pela primeira vez, quando ela volta de um internado querendo mudar. É com Serena que Dan tem sua primeira vez. Com essa relação, Dan também conhece melhor os amigos de Serena, Blair Waldorf, Nate Archibald e Chuck Bass, pois sempre estudara com eles mas nunca fora notado.

### Primeira temporada
Dan vê que Serena, seu amor de infância, está de volta a cidade depois de ter passado um ano em um colégio interno. Dan esbarra em Serena quando ela está fugindo do assédio de Chuck Bass, ela deixa o celular cair e Dan vai até seu hotel para devolve-lo. Serena tentando encontrar uma desculpa para não comparecer a festa de sua amiga Blair Waldorf, acaba convidando Dan para sair. Assim, Dan e Serena começam a se ver, e posteriormente namoram. Graças a seu namoro com Serena que é considerada uma itGirl (garota popular), Dan é notado e entra definitivamente no mundo turbulento, mentiroso, mesquinho e escandaloso dos jovens do Upper East Side. Dan descobre o passado escandaloso que Serena vem tentando enterrar, e embora a ame acaba por se desencantar por ela. Ainda na primeira temporada eles descobrem que seus pais tiveram um romance na juventude, e que ainda se amam, motivo pelo qual Dan e Serena se separam na temporada seguinte. Ele e Serena terminam o namoro no final da primeira temporada, mas são o casal principal da série na primeira temporada e meados da segunda. Depois, ele tem breves romances com várias garotas, entre elas sua amiga Vanessa Abrams e a maléfica Georgina Sparks durante o inicio da faculdade. Georgina o surpreende no final da terceira, quando aparece grávida e o acusa de pai, Dan cuida do bebê durante o inicio da quarta temporada, mas descobre que Georgina o enganara e que ele não é o pai do bebê. Nesse ponto, Dan volta a investir no seu relacionamento com Serena.
Dan desenvolve uma amizade estreita com Nate Archibald, o melhor amigo de Chuck Bass, mas Blair Waldorf e Chuck continuam a menosprezá-lo, mesmo que muitas vezes tenham que unir forças para ajudar Serena. Na quarta temporada Dan e Blair que até então só se aturavam a contra gosto, se criticando o tempo todo, começam a se aproximar. Blair Waldorf no inicio resumia tudo que Dan odiava no Upper East Side, sempre desprezando outras pessoas por não serem tão bem vestidas ou tão ricas quanto ela, inclusive Dan. Porém no decorrer do seriado, Blair reconhece em Dan seu valor e Dan percebe que Blair no fundo não é tão ruim.

### Segunda temporada
Dan e sua família vão morar na casa de Lily depois que Bart Bass morre pois seu pai esta em um relacionamento com Lily, porém  ainda não esta falando com Serena. Depois de terminar com Serena, Dan tem vários breves romances, mas nisso ele descobre que ainda é apaixonado por Serena, então vai atrás dela nos Hamptons onde Cece ajuda a ir a Festa de Branco onde Serena está, mas Dan acaba vendo Serena beijando Nate. Serena vê Dan e vai atras dele quando este está saindo, e acaba encontrando duas garotas com quem Dan ficou em Nova Iorque. Depois eles saem para a praia e dormem lá, mas quando acordam decidem que não vão recomeçar de novo. Porém, quando estavam indo embora de ônibus, acabam ficando dentro do banheiro. Quando chegam a Nova York, vão a uma festa e se pegam de novo. Nate vê e pergunta se eles voltaram, mas eles falam que não e quando eles vão anunciar a volta do casal na festa de Blair, eles brigam dentro do elevador fazendo assim eles não voltarem.

### Terceira temporada
Dan começa a estudar de Universidade de Nova York, juntamente com Blair, Vanessa e Georgina. Sua estadia na NYU também testa sua amizade com Vanessa, que assume que Dan tem estado ausente na sua amizade desde que ele se tornou rico. Dan explica para Vanessa que ele e sua família ainda estão se adaptando com o seu novo estilo de vida, mas Vanessa fica frustrada com Dan.
Dan se relaciona com Olívia e Vanessa.

### Quarta temporada
Na quarta temporada, Dan faz um estágio com Blair na revista "W", e conta para Epperly que conhece Blair muito bem e que a citação de Blair para o livro do ano do jardim de infância era "A melhor defesa é um bom ataque", mais tarde na quinta temporada, é revelado que Dan sempre assistia a leitura de Blair do livro anual do jardim de infância, o que faz parecer que Dan sempre manteve algum tipo de sentimento protetor em relação a Blair. Ainda na quarta temporada Dan e Blair descobrem ter os mesmos gostos intelectuais e passam a se encontrar escondidos para irem ao cinema e exposições, eles escondem essa suposta amizade parte porque todos acham que eles se odeiam e parte porque Dan fora namorado de Serena, a melhor amiga de Blair. No episódio 4x17, Dorota percebe que Blair tem se encontrado com Dan e a acusa de estar tendo um caso secreto, o que Blair apavorada diz não ser verdade. Já Dan conversa com seu pai Rufus sobre esconder uma amizade das pessoas, Rufus diz que pode ser por medo de haver algo mais nessa amizade, Dan fica apavorado. Dan e Blair discutem a possibilidade das pessoas descobrirem que estão escondendo sua amizade e pensem que estão tendo um caso. Então planejam uma maneira de revelar sua amizade a todos, mas não conseguem devido à imprevistos de maior importância na vida de seus amigos. Por fim, após desistirem dessa ideia, Blair afirma que "O mundo não está preparado para uma amizade Humphrey/Waldorf" e eles acabam a quase-amizade. Mas Dan, perturbado com a ideia de haver algo a mais nessa amizade, vai até Blair e sugere que se beijem uma vez, para confirmarem que é apenas amizade, Blair concorda e eles se beijam. No episódio seguinte Blair diz que o beijo só mostrou o quanto ela amava Chuck Bass e que não significou nada para ela, Dan concorda. Mas quando Dan conta para seu meio-irmão Eric sobre o beijo, Eric chega a conclusão de que Dan está definitivamente apaixonado por Blair, mas Dan nega.

### Quinta temporada
Dan publica seu livro "Inside", onde faz uma sátira de seus amigos do Upper East Side e de si mesmo, como o garoto que apenas observa os acontecimentos na vida dos "mauricinhos. Com o livro ele fere os sentimentos de Nate, Rufus (seu pai), Blair e Serena. Diferente do que Serena e todos pensavam que seria, no livro Serena não é o amor da vida de Dan, e nem Blair é a "vilã". No livro Dan descreve "Sabrina", a personagem que representaria Serena, como uma garota egoísta, insensível e superficial. Serena fica furiosa pois além de ter sua carreira atrapalhada por causa do livro, pensava que Dan fosse o único que via suas qualidades. Para ficar pior, Dan faz de "Clair", a correspondente de Blair, a estrela do livro e seu grande amor. Blair fica furiosa quando o romance secreto entre Dylan (Dan) e Clair (Blair) descrito no livro, atrapalha seu noivado com o príncipe Louis. Dan se defende dizendo-lhes que é apenas ficção e não quem eles realmente eram. Episódios depois, Dan admite estar apaixonado por Blair, mas resolve esconder seus sentimentos, por ver que Blair já tem problemas demais em sua vida. Serena também revela a Dan que sempre o amou e que sempre vai amá-lo, mas Dan não a corresponde. Dan ajuda Blair de todas as maneiras que ela precisa nessa quinta temporada, fingindo namora-la para proteger o príncipe Louis, ajudando-a com o teste de paternidade, ajudando-a à fugir com Chuck, ajudando-a à fugir de seu casamento e outras coisas. Quando Blair descobre as verdadeiras intenções de Louis e não volta para Chuck, Dan tem sua oportunidade de finalmente confessar seus sentimentos à Blair. Depois de dois episódios de muita negação por parte de Blair, ela percebe que não pode mais fingir que não tem sentimentos por ele. Chocada consigo mesma , Blair para de negar e admite para Dan que gosta dele. Uma vez que Serena diz não se importar, Dan e Blair assumem namoro. Durante esse namoro, Blair consegue seu divórcio de Louis e tenta superar seus sentimentos por Chuck. Dan se demostra o melhor dos namorados e ajuda Blair a encontrar a mulher forte e poderosa que ela era antes de ser devastada por Chuck. Penn Badgley, ator que interpreta Dan, disse em entrevista que Blair é a alma-gêmea de Dan, embora Dan não seja a alma-gêmea de Blair. Muito amado e com grande público, o casal tem um namoro divertido e romântico mas também breve. No final da temporada Blair escolhe ficar com Chuck Bass, mesmo depois de tudo o que Dan fez por ela. Rejeitado, Dan se junta à Georgina e escreve a continuação de seu livro "Inside".

### Sexta temporada
Dan escreve alguns capítulos de seu novo livro e resolve publicar um sobre cada um de seus "amigos" em um jornal como previa de seu novo livro. Nate, desesperado para conseguir mais vendas para o Spectator aceita publicar os capítulos sem alterar nada do que foi escrito, mas quando o primeiro capítulo (sobre Rufus e Ivy) é publicado, ele entra em pânico pois Gossip Girl afirma que o jornal será processado e Dan resolve vender os direitos de publicação à revista Vanity Fair, com medo de que Nate quisesse editar o que seria publicado. Ele ainda se sente um pouco indeciso sobre escrever ou não sobre Blair por achar que ela ainda poderia mudar de ideia sobre Chuck, mas quando o vídeo dele e Serena na festa do divorcio dos Shepherd é mostrado por Sage, Blair se revolta com Dan e ele então percebe que não tem mais chances com ela e resolve escrever seu capítulo.
Depois de alguns capítulos, Dan perdeu a amizade com quase todos do Upper East Side, mas Serena, que ainda nutria sentimentos por ele, decidi ajudá-lo a encontrar um novo lugar para ficar, mas acabam passando muito tempo juntos e levam à tona sentimentos não resolvidos e eles resolvem namorar de novo, mas antes de assumirem aos amigos eles decidem que seria uma boa ideia se eles se redimissem com todos aqueles que haviam ofendido, por isso Dan vai atrás de Nate se desculpar por ter tirado os direitos de seu livro do jornal Spectator. No final desse episódio Georgina liga para ele perguntando onde ele estava e porque estava demorando para escrever e ele diz que está trabalhando no Capítulo de Serena.
No dia de Ação de Graças Blair resolve separar os dois porque acha que Dan vai magoá-la de novo e convence Sage de que Nate só irá perdoá-la por mostrar o vídeo e se ela unir seu pai e Serena de novo. Assim eles acabam sendo convidados ao jantar de ambos com Blair, Chuck e Nate. É revelado que Dan havia escrito duas versões sobre Serena, uma onde ele a descreve como uma "Garota De Ouro que caiu em desgraça"  e a outra onde declara seu amor por ela. Mas quando seu pai Rufus diz a ele que garotas como Lily e Serena jamais vão respeitar caras como ele e seu pai,então Dan diz que deve se tornar um Bart Bass para consegui-la e ele percebe que ele tem que publicar um capítulo sobre ela, porque mesmo depois de cinco anos, ela ainda se refere ao Upper East Side como o mundo dela e não ve Dan como um igual.
O pai dele questiona o que ele fez perguntando se era daquela maneira que ele estava tentando se tornar Bart e Dan diz que ele planejou tudo aquilo o tempo todo. Expulso do apartamento dos Van Der Woodsen, ele tem que procurar um novo lugar para morar mas, o apartamento pelo qual se interessa necessita de uma recomendação de um membro importante e Bart se mostra contente por Dan ter preferido o sucesso aos amigos, e resolve ajudá-lo a conseguir o apartamento com sua recomendação se Dan se ele escrevesse uma pequena dissertação sobre ele para o evento de Homem do Ano do Mercado Imobiliário mas acaba por ajudar Chuck a criar uma cena no evento ganhando parte do perdão de Blair. Por realmente amar Serena ele não quer que ela saia da cidade, e coloca dentro de sua bagagem o capítulo onde ele declara seu amor por ela, fazendo com que ela impedisse o avião de decolar e desembarcasse. Serena fica confusa com o que Dan escreveu sobre ela e diz que quer saber tudo sobre os seus sentimentos por ela , ele então revela que está apaixonado por ela desde a festa no apartamento dos Waldorf que foi convidado por acidente, ele também escuta Blair falando que Serena Van Der Woodsen nunca vai terminar com ele porque ele não era poderoso o que mostra que ela também não considera Dan como um deles então ele resolve ajudar Nate com sua pesquisa sobre Gossip Girl, porque ele espera que assim ele seja visto como um deles porque esse tempo todo, ele era mais poderoso que qualquer um no Upper East Side, porque Dan Humphrey é Gossip Girl. Ele acaba sendo perdoado por todos os seus amigos, porque eles só eram tão populares por causa da Gossip Girl e cinco anos mais tarde, ele e Serena se casam.